# 西鉄323形電車
西鉄323形電車（にしてつ323がたでんしゃ）は、かつて西日本鉄道が所有していた路面電車路線である北方線（北九州線北方支線）で使用されていた電車。バスの工法を取り入れた軽量車体を有し、独特の外見が特徴であった。この項目では、路線廃止後に土佐電気鉄道へ譲渡後され300形に形式変更されて以降の経歴についても触れる。

## 概要・運用

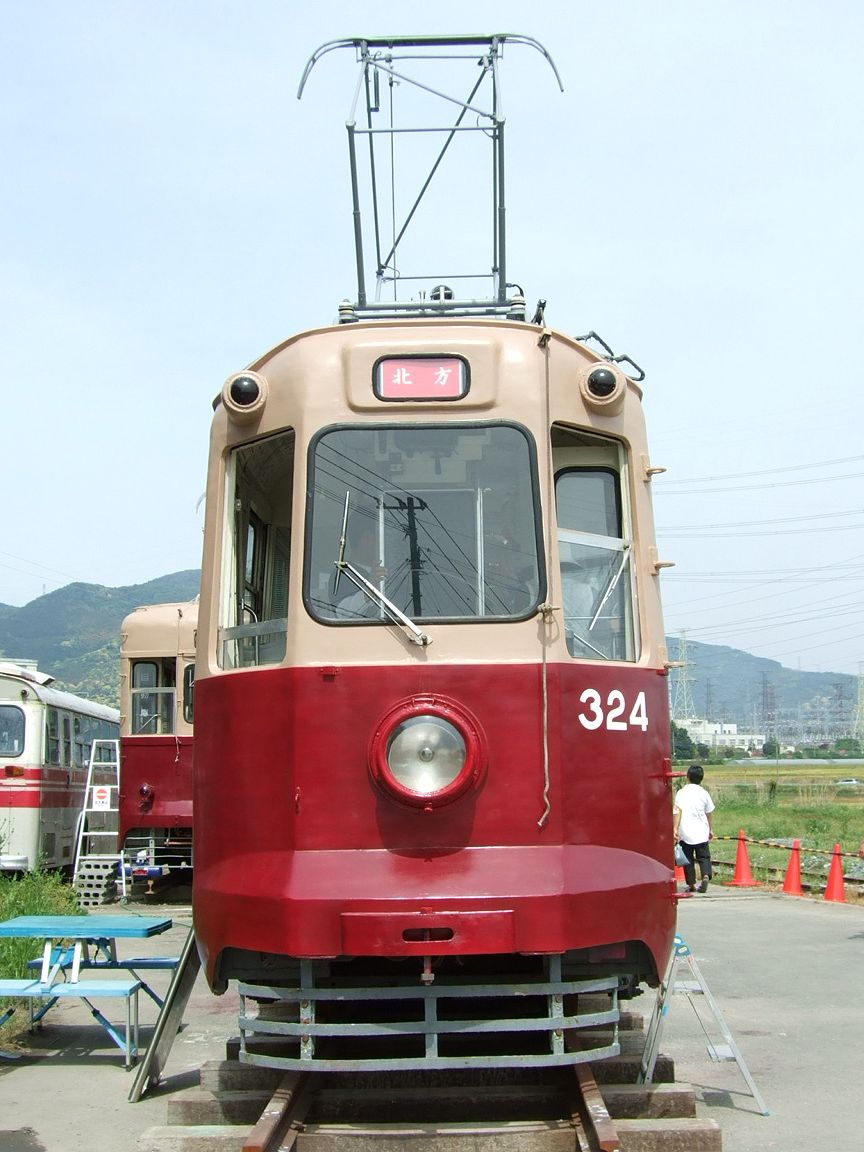
特徴的な前面形状
（2008年撮影）

馬車鉄道として開通し、1920年に電化を含む改良工事が実施されて以降、北方線の主力は小型の2軸車であった。第二次世界大戦後の混乱期には急増する乗客に対応するべく、初の大型ボギー車である321形が2両（321、322）製造されるも、以降は輸送量の低迷や西鉄側の経営面の動向不安などから電車の増備そのものが見送られていた。だが、1950年代以降沿線の開発が進み、利用客が増加してきた事から、老朽化した2軸車の置き換え用として新たなボギー車両を導入する事が決定した。これが323形である。
車体の構造には、当時廃止・縮小が進んでいた日本各地の路面電車で製造コスト削減を目的に導入が実施されていた、バスの車体構造を採用した軽量車体の工法が導入されており、性能は321形と同等ながら重量は5 tも軽くなった。一方、北方線の道路幅や軌間の狭さも相まって、「たまご型」とも呼ばれる丸みを帯びた車体、コルゲート加工が施された側面、絞り込まれた前面を有する独特の形状となった。また製造コスト削減のため、台車は東洋工機が中古品として所有していた木南車輌製のブリル76E形台車のデッドコピー品が再利用された。
1956年から営業運転に導入されたが、更なる輸送力増強のため以降の増備は連接車の331形によって行われる事となり、323形は初年度に製造された2両のみに留まった。製造当初の集電装置はビューゲルだったが、後にパンタグラフに交換された。本線格である北九州線とは異なり北方線はワンマン運転が実施されず、323形についてもワンマン対応工事は行われないまま1980年11月2日の廃止を迎える事となった。

## 譲渡・保存
北方線の廃止後、324は高知県で路面電車路線を運営していた土佐電気鉄道（現：とさでん交通）へ譲渡された。導入に際しては塗装変更など最小限の改造を行った上で300形301の形式称号・車両番号が付与され、1981年から営業運転を開始した。だがワンマン運転への対応工事はなされず、乗降扉も手動扉のままであったことから、花電車などのイベント用の運用が主体となっていった。そのため、1985年8月からはイベント用車両「カラオケ電車」として使用されることとなり、夏場（6月 - 10月）は「ビアホール電車」としても運用された。転用にあたり、車内のロングシートの間にテーブルが設置され、座席に座布団を設置するなど応接室をイメージした内装に改造されたほか、塗装も土佐電気鉄道の標準色から変更された。
それ以降も各種改造工事が施されたものの、特徴的な前面構造や手動扉を始めとした原形はそのまま保たれた。そして、2007年3月に新たなイベント用車両として冷房装置が備わった「おきゃく電車」が登場したことを機に運用から離脱し、同年5月に廃車となった。
その後は土佐電気鉄道の桟橋車庫で留置されていたが、2008年2月に北九州線車両保存会に引き渡され、筑前山家駅構内で塗装の復元を始めとした修復工事が実施された。2012年7月12日からは香椎花園に設けられた「レトロ電車パーク」で、600形621と共に静態保存されている。
2021年12月を以て香椎花園が閉園したため、600形621と共に筑前山家駅前に移動され、その後は2022年10月に、北九州線車両保存会の保存車両ヤード福岡に移動の上保存されている。
もう1両の323についても路線廃止後に到津遊園で保存されたが、2019年の時点で解体されており現存しない。そのため、2019年現在324は北方線に在籍していた路面電車車両唯一の残存車となっている。